# 哈利·波特与死亡圣器（下）
《哈利波特－死神的聖物2》（英語：Harry Potter and the Deathly Hallows – Part 2）根據J·K·罗琳所寫的哈利波特小說系列的第七本改编。此書是唯一一本被改編拍成兩套電影的小說，這兩套電影為哈利波特系列電影中第七及第八部電影，亦是該系列的最後兩部。導演繼續由拍攝第五、六集的導演—大衛·葉斯執導。這兩套電影由華納兄弟發行，第二部以3D及2D兩種版本上映，第二部是哈利波特電影系列中首次把整套電影以3D形式播放，另外亦推出IMAX版本。
電影發行後口碑與票房雙收，全球總票房1,341,693,157美元，位居當時世界電影史上票房收入第三位，僅次於阿凡達與鐵達尼號，成為《哈利·波特》系列正傳中票房收入最高的電影，也是第九部票房收入超過 10 億美元的電影，創下華納兄弟有史以來票房新高的記錄。影評界亦普遍給予本片正面的評價，尤其是演員的表現、葉斯的導演、樂譜、視覺效果、電影攝影、動作片段和令人滿意的傳奇結局備受讚譽。這部電影贏得了多個獎項並獲得了更多提名，包括第84屆奧斯卡金像獎最佳藝術指導、最佳化妝和最佳視覺效果三項提名。

## 概要
在終極篇的第二部，正邪一戰將會全面爆發。危機升級至前所未見的凶險，沒有一個人能置身事外。但是，只有哈利波特一人會需要獨自與佛地魔展開終極一戰。到底誰勝誰負呢？

## 演員
| 演員                    | 角色              | 介紹                                                                            |
| 丹尼爾·雷德克里夫       | 哈利·波特         | 本片主角                                                                        |
| 魯伯特·葛林             | 榮恩·衛斯理       | 哈利的好友                                                                      |
| 艾瑪·華森               | 妙麗·格蘭傑       | 哈利的好友，榮恩的女友                                                          |
| 雷夫·范恩斯             | 佛地魔            | 黑魔王。想殺掉哈利，並找出接骨木魔杖以獲得終極的力量。                          |
| 艾倫·瑞克曼             | 賽佛勒斯·石內卜   | 新任霍格華茲校長，佛地魔非常信任他。鄧不利多的雙面間諜。                        |
| 提摩西·司伯             | 彼得·佩迪魯       | 食死人，哈利父親的好友，但當年背叛了他。                                        |
| 布蘭德·格里森           | 阿拉特·穆敵       | 已退休的正氣師。鳳凰社會員。被食死人殺死。                                      |
| 大衛·修里斯             | 雷木思·路平       | 前任霍格華茲教師。他是狼人，鳳凰會會員。                                        |
| 娜特莉亞·特納           | 小仙女·東施       | 正氣師。鳳凰會會員                                                              |
| 詹森·艾薩克             | 魯休思·馬份       | 食死人                                                                          |
| 海倫·麥克羅             | 纳西莎·马尔福     | 魯休思的妻子                                                                    |
| 海倫娜·寶漢·卡特        | 貝拉·雷斯壯       | 食死人，水仙的姊姊                                                              |
| 瑪姬·史密斯             | 麥米奈娃          | 副校長兼變形學教授，鳳凰會會員。                                                |
| 比·乃爾                 | 盧夫·昆爵         | 新任魔法部部長。                                                                |
| 約翰·赫特               | 奧利凡德          | 魔杖製作師                                                                      |
| 米高·詹邦               | 阿不思·鄧不利多   | 前霍格華茲校長，被石內卜殺死                                                    |
| 羅比·柯崔恩             | 魯霸·海格         | 霍格華茲的獵場看守人和奇獸飼養學的老師，也是哈利的朋友。                        |
| 蓋瑞·歐德曼             | 天狼星·布萊克     | 哈利的教父。在神秘部戰爭中逝世，被表妹貝拉·雷斯壯的咒語擊中，落入神秘布幔之中。 |
| 愛瑪·湯普森             | 西碧·崔老妮       | 占卜學教授。                                                                    |
| 伊美黛·史道頓           | 桃樂絲·恩不里居   | 魔法部的麻種審議委員會會長，前任霍格華茲教師。                                  |
| 邦妮·赖特               | 金妮·衛斯理       | 榮恩·衛斯理的妹妹，哈利·波特的女友。                                            |
| 湯姆·費爾頓             | 跩哥·馬份         | 哈利的同學，魯休思·馬份和水仙·馬份的兒子。                                      |
| 馬修·路易斯             | 奈威·隆巴頓       | 哈利、榮恩、妙麗的朋友                                                          |
| 伊凡娜·林奇             | 露娜·羅古德       | 哈利、榮恩、妙麗的朋友                                                          |
| 詹姆斯和奥利弗·菲力普斯 | 弗雷和喬治·衛斯理 | 榮恩·衛斯理的哥哥                                                               |
| 多姆納爾·格里森         | 比爾·衛斯理       | 榮恩·衛斯理的哥哥                                                               |
| 克蕾曼絲·波西           | 花兒·戴樂古       | 比爾·衛斯理的妻子。                                                             |
| 梁佩詩                  | 張秋              | 哈利波特的初戀女友                                                              |

## 票房
美国
午夜场收获4350万美元打破《暮光之城：蝕》3000万的票房记录；开画日9210万打破《暮光之城2：新月》7270万的记录；开画周收获$169,189,427打破《魔境夢遊》的1.16亿的3D电影开画周记录；打破《黑暗骑士》的1.584亿的7月开画记录；
国际
首周全球票房约为4.8亿美元，创造新的首周票房纪录。直到2015年《侏罗纪世界》全球首周票房超过5亿美元创造新的记录。
美国海外首周票房3.07亿美元，打破《加勒比海盗4》2.6亿的记录；创法国、意大利、瑞典、俄罗斯、丹麦、比利时、芬兰等国的首映日票房纪录。
台灣方面，最終全台票房為新台幣2.84億元。
最終，本片於全球票房收入超過 13 億美元；
電影打破了票房紀錄，包括最大的午夜發布，及最大的發布周末。《哈利波特：死神的聖物(下)》是目前所有時間最高票房紀錄的第四位，第二位的是全球票房超過1.3億的詹姆斯·卡梅倫的電影，而首位的是電影《復仇者聯盟》。
| 上一届： 《變形金剛3》          | 2011年美國週末票房冠軍 7月17日                            | 下一届： 《美國隊長》  |
| 上一届： 《變形金剛3》          | 2011年中国内地一周票房冠军 第32、33周 8.1－8.7；8.8－8.14 | 下一届： 《蓝精灵》    |
| 上一届： 《變形金剛：黑月降臨》 | 2011年香港一週票房冠軍 第28－29週                         | 下一届： 《功夫熊貓2》 |

## 評價
《哈利·波特与死亡圣器（下） 》獲得許多媒體與影評家的廣泛好評，爛番茄根據322條評論（319條好評、13差評），總計獲得「新鮮度」96%，平均分數8.3/10，超過250,000名認證觀眾在該站給予89%好評度，平均分數4.4/5，網站影評家共識評論稱「《死神的聖物Ⅱ》驚險刺激、表演有力且視覺效果令人眼花繚亂，為《哈利·波特》系列帶來了一個令人滿意的——而且恰如其分地神奇——的結局。」，Metacritic則根據41條評論（40條好評，1條褒貶不一），結算出85分（滿分100）的加權平均分數，代表「普遍讚譽」。
觀眾評價方面，接受CinemaScore調查的觀眾在 A+至F的評分區間，給予本片的平均分數為「A」

## 獲獎與提名獎項
參見Harry Potter and the Deathly Hallows – Part 2#Accolades

## 外部連結
- 互联网电影数据库（IMDb）上《哈利·波特与死亡圣器（下）》的资料（英文）
- 爛番茄上《哈利·波特与死亡圣器（下）》的資料（英文）
- Box Office Mojo上《哈利·波特与死亡圣器（下）》的資料（英文）
- Metacritic上《哈利·波特与死亡圣器（下）》的資料（英文）
- AllMovie上《哈利·波特与死亡圣器（下）》的资料（英文）
- 開眼電影網上《哈利·波特与死亡圣器（下）》的資料（繁體中文）
- Yahoo奇摩電影上《哈利·波特与死亡圣器（下）》的資料（繁體中文）
- 时光网上《哈利·波特与死亡圣器（下）》的資料（简体中文）
- 豆瓣电影上《哈利·波特与死亡圣器（下）》的資料 （简体中文）